# Rivula craspisticta
Rivula craspisticta là một loài bướm đêm trong họ Erebidae.